# Макколган, Лиз
Элизабет Макколган-Наттолл (англ. Elizabeth McColgan-Nuttall; род. 24 мая 1964, Данди), в девичестве Линч (англ. Lynch) — британская шотландская легкоатлетка, специалистка по бегу на длинные дистанции, кроссу и марафону. Выступала за сборные Великобритании и Шотландии по лёгкой атлетике в 1980-х — 1990-х годах, серебряная призёрка летних Олимпийских игр в Сеуле, чемпионка мира, победительница Нью-Йоркского, Лондонского и Токийского марафонов.

## Биография
Эдизабет Линч родилась 24 мая 1964 года в городе Данди, Шотландия. Заниматься лёгкой атлетикой начала в возрасте 12 лет, проходила подготовку в местном клубе Hawkhill Harriers под руководством тренера Гарри Беннетта, который разглядел в ней талант бегуньи на длинные дистанции.
Впервые заявила о себе на международном уровне в сезоне 1982 года, когда вошла в состав шотландской национальной сборной и выступила на чемпионате мира по кроссу в Риме.
Впоследствии училась в Алабамском университете, неоднократно принимала участие в различных студенческих соревнованиях в США, в том числе выигрывала чемпионат Национальной ассоциации студенческого спорта в беге на одну милю.
В 1986 году одержала победу в беге на 10 000 метров на чемпионате Великобритании и на домашних Играх Содружества в Эдинбурге, стартовала на чемпионате Европы в Штутгарте.
В 1987 году вышла замуж за североирландского бегуна Питера Макколгана и на дальнейших соревнованиях выступала под его фамилией. В этом сезоне выиграла серебряную медаль на кроссовом чемпионате мира в Варшаве, в дисциплине 10 000 метров финишировала пятой на чемпионате мира в Риме.
Благодаря череде удачных выступлений удостоилась права защищать честь страны на летних Олимпийских играх 1988 года в Сеуле — в программе бега на 10 000 метров с результатом 31:08,44 завоевала серебряную олимпийскую медаль, уступив на финише только советской бегунье Ольге Бондаренко.
В 1989 году стала серебряной призёркой в беге на 3000 метров на чемпионате мира в помещении в Будапеште.
На Играх Содружества 1990 года в Окленде вновь была лучшей в беге на 10 000 метров и взяла бронзу в беге на 3000 метров. При этом большую часть сезона пропустила в связи с беременностью — вскоре родила дочь Эйлиш, которая в будущем тоже стала известной бегуньей. В 2022 году на Играх Содружества в Бирмингеме Эйлиш выиграла забег на 10 000 метров.
В 1991 году получила бронзу на чемпионате мира по кроссу в Антверпене, выиграла дистанцию 10 000 метров на чемпионате мира в Токио. Успешно дебютировала на марафонской дистанции, в частности с результатом 2:27:32	превзошла всех соперниц на Нью-Йоркском марафоне. По итогам сезона была признана лучшей спортсменкой года по версии BBC.
В 1992 году участвовала в кроссовом чемпионате мира в Бостоне, стала пятой в дисциплине 10 000 метров на Олимпийских играх в Барселоне, победила на впервые проводившемся чемпионате мира по полумарафону в Ньюкасле и на Токийском международном женском марафоне (2:27:38). За выдающиеся спортивные достижения по окончании сезона была награждена орденом Британской империи.
В 1993 году финишировала пятой на чемпионате мира по кроссу в Аморебьета-Эчано, стала третьей на Лондонском марафоне (2:29:37).
Пропустив около двух лет из-за травм, в 1995 году вернулась в большой спорт: была пятой и седьмой на Лондонском (2:31:14) и Токийском (2:30:32) марафонах соответственно, заняла шестое место в беге на 10 000 метров на чемпионате мира в Гётеборге.
В 1996 году добавила в послужной список победу на Лондонском марафоне (2:27:54). Находясь в числе лидеров британской легкоатлетической команды, благополучно прошла отбор на Олимпийские игры в Атланте — здесь в марафоне показала время 2:34:30, расположившись в итоговом протоколе соревнований на 16-й строке.
После атлантской Олимпиады Макколган осталась действующей спортсменкой и продолжила принимать участие в крупнейших международных стартах. Так, в 1997 году она стала второй на Лондонском марафоне, установив при этом ныне действующий национальный рекорд Шотландии — 2:26:52.
На Лондонском марафоне 1998 года вновь пришла к финишу второй — 2:26:54.
Из-за череды травм в 2001 году вынуждена была завершить спортивную карьеру и занялась тренерской работой, управляла собственной сетью фитнес-центров.
В 2003 году возобновила карьеру, а в 2004 году стала чемпионкой Шотландии по кроссу.
В 2007 году с результатом 2:50:38 заняла 25-е место на Лондонском марафоне.
В 2010 году показала 85-й результат на Нью-Йоркском марафоне (3:10:54).
В 2011 году рассталась с Питером Макколганом, от которого родила четверых детей, и в 2014 году вышла замуж за другого британского бегуна Джона Наттолла.